# جون كينيدي (سياسي)
جون كينيدي (بالإنجليزية: John Kennedy)‏  (و. 1867 – 1927 م) هو سياسي، من كندا، ولد في ساوث غلينغاري، أونتاريو، توفي عن عمر يناهز 60 عاماً.

## مناصب
تولى منصب member of the Legislative Assembly of Manitoba ‏ (1920–1927).